# Лазур (геральдика)
Лазу́р (лат. azureus, давньофр. azure) — тинктура у геральдиці. Належить до класу геральдичних емалей. У кольоровій графіці позначається синім кольором. Виражає ідею цього кольору, а не його конкретний відтінок. У монохромній графіці передається двома способами: горизонтальними лініями-штрихами у штрихуванні, або скороченнями b., Az., чи bl. Символізує бездоганність, красу, славу, вірність, щирість, велич, могутність. Небесне тіло, ототожнюване з тинктурою, — Юпітер, камінь — сапфір.

## Назва
- Лазу́ровий (англ. azure, ісп. і фр. azur, італ. azzurro, порт. azul, рос. лазурь)
- Синій (англ. blue, нім. Blau, порт. blauw, нід. niebieski, норв. Blå, порт. blau, рос. синий, угор. kék, фр. bleu, чеськ. modrá, швед. blått)
- Небе́сний (пол. niebieski)

## Щити
- Категорія:Лазурові щити в геральдиці

Урбан VIII
Ірландія
Верхня Сілезія